# Cody Lowry
Cody Lowry (ur. 19 lipca 1979) – amerykański wioślarz.

## Osiągnięcia
- Mistrzostwa Świata – Eton 2006 – dwójka podwójna wagi lekkiej – 17. miejsce[1].
- Mistrzostwa Świata – Monachium 2007 – czwórka podwójna wagi lekkiej – 6. miejsce[1].
- Mistrzostwa Świata – Poznań 2009 – jedynka wagi lekkiej – 14. miejsce[1].